# Pauly Paulicap
Pauly Paulicap (Elmont, 9 maggio 1997) è un cestista statunitense.